# Mesocestoides
Mesocestoides са род паразитни плоски червеи от клас тении. Родът включва няколко вида, чиито зрели форми паразитират при птици и бозайници. Междинните гостоприемници са различни видове безгръбначни. В тях се развива ларвната форма. Констатирани са и опаразитявания при хора. Вероятно това се случва след консумация на недобре термично обработено месо добито от животни допълнителни гостоприемници, в които паразитира ларвата от трети стадий.

## Видове
- Mesocestoides alaudae Stossich, 1896 – Европа, Азия
- Mesocestoides ambiguus Vaillant, 1863 – Африка
- Mesocestoides angustatus (Rudolphi, 1819) – Европа
- Mesocestoides bassarisci MacCallum, 1921 – Мексико
- Mesocestoides beringi Chertkova & Kosupko, 1975 – Русия
- Mesocestoides caestus Cameron, 1925 – Африка, Израел
- Mesocestoides canislagopodis (Rudolphi, 1810) – Европа
- Mesocestoides charadrii Fuhrmann, 1909 – Африка
- Mesocestoides corti Hoeppli, 1925 – САЩ
- Mesocestoides didelphus Chertkova & Kosupko, 1977 – Мисисипи
- Mesocestoides dissimilis Baer, 1933 – Африка
- Mesocestoides elongatus Meggitt, 1928 – Египет
- Mesocestoides erschovi Chertkova & Kosupko, 1975 – СССР
- Mesocestoides imbutiformis (Polonio, 1860) – Италия
- Mesocestoides jonesi Ciordia, 1955 – САЩ
- Mesocestoides kirbyi Chandler, 1944 – Северна Америка, Русия
- Mesocestoides latus Mueller, 1927 – САЩ
- Mesocestoides leptothylacus Loos-Frank, 1980 – Германия
- Mesocestoides lineatus (Goeze, 1782) – навсякъде
- Mesocestoides literratus (Batsch, 1786) – Европа
- Mesocestoides longistriatus Setti, 1897 – Африка
- Mesocestoides magellanicus (Monticelli, 1889)
- Mesocestoides manteri Chandler, 1943 – САЩ
- Mesocestoides melesi Yanchev & Petrov, 1985 – България
- Mesocestoides mesorchis Cameron, 1925 – Непал, Франция
- Mesocestoides michaelseni Lonnberg, 1896 – Бразилия
- Mesocestoides paucitesticulus Sawada & Kugi, 1973 – Япония
- Mesocestoides perlatus (Goeze, 1782) – Африка, Азия, Европа, Северна Америка
- Mesocestoides petrowi Sadykhov, 1971 – Русия, САЩ
- Mesocestoides vogae Etges, 1991 – Калифорния
- Mesocestoides zacharovae Chertkova & Kosupko, 1975 – Русия, Европа

## Жизнен цикъл
Развитието на мезоцестодите преминава през три гостоприемника. Крайни гостоприемници са обикновено хищни животни като кучета, котки и порове. Половозрелите членчета (проглотиди) се изхвърлят с изпражненията във външната среда. В тях се намират стотици зрели яйца наречени онкосфери. Целите проглотиди или отделни онкосфери се поглъщат от артроподи. В тях ларвата напуска яйцето и се развива в цистицеркоид или процеркоид. Допълнителни гостоприемници поглъщат артроподите с развита ларва и се опаразитяват. Обикновено допълнителните гостоприемници са малки бозайници, птици и влечуги. В тях се развива ларва от трети стадий – тетратиридий. След поглъщането на допълнителен гостоприемник ларвата попада в тънките черва на крайните гостоприемници, където остава да се развива.